# Artova
Artova là một huyện thuộc tỉnh Tokat, Thổ Nhĩ Kỳ. Huyện có diện tích 356 km² và dân số thời điểm năm 2007 là 11073 người, mật độ 31 người/km².